# MUSIC BREAK
MUSIC BREAK(ミュージックブレーク)はWOWOWで放送されている音楽番組。

## 概要
それまで放送されてきた音楽プロモーション番組「HITS SEEKER」が、2011年10月1日よりWOWOW3チャンネル体制移行に伴いリニューアルされた。
毎月注目のナンバーを洋邦問わず9曲オンエアする。
なお、この番組は無料放送となる。

## 放送時間
- WOWOWプライム（BSデジタル191ch）・WOWOWライブ（192ch）にて深夜・早朝を中心に放送。